# محمد بن رماحس
محمد بن رماحس كان أميرالًا مسلمًا في الأندلس في القرن العاشر. يُذكر في التاريخ اليهودي لأنه أسر أربعة حاخامات بابليين وطلب فدية لهم من المجتمعات اليهودية التي تعيش في العالم الإسلامي في الإسكندرية والقيروان وقرطبة ومكان آخر غير محدد.

## الحياة الشخصية
وُلِد في مكان ما في شمال شبه الجزيرة الأيبيرية (الأندلس في ذلك الوقت، وإسبانيا والبرتغال اليوم)، حيث أُسر في غارة للخليفة عبد الرحمن الثالث (891-961). وعندما اطَّلع الخليفة على قدراته البحرية، أُعتق وعُيّن أميرًا لأسطول الخلافة، وشارك في عمليات مختلفة من عام 940 حتى وفاته في عام 360 هـ (971 م).

## أربعة حاخامات أسرى
وبحسب سفر القبالة لإبراهيم بن داود، استولى ابن رحامس على قارب عسكري وتبيَّن أن فيه شمريا بن إلهانان [الإنجليزية]، حوشيل [الإنجليزية] ، والد حننئيل بن حوشيل [الإنجليزية]؛ وموسى بن حانوخ؛ وحاخامًا آخر مجهول الهوية بينما كان الأربعة مسافرين لجمع الأموال للأكاديميات التلمودية في بابل [الإنجليزية]. ولما علم ابن رحامس بأهميتهم في المجتمع اليهودي، سافر إلى البحر الأبيض المتوسط، وطلب فدية شمريا من اليهود الإسكندريين، وخوشيل من اليهود القيروانيين، وموسى من اليهود الإسبان [الإنجليزية]. افترض هاينريش جراتس أن الأسير الرابع كان ناثان بن إسحاق هابابلي [الإنجليزية]، الذي استقر، ومن المفترض أن فديته طُلبَت من اليهود الأربونيين. لا ترد هذه القصة في المصادر الإسلامية، ولعل بها بعض المبالغات حيث تُصدر هذه القصة بعض الأسئلة الموضوعية، مثل السفر الكثير لابن رحامس فقط للبحث عن فدية اليهود شخصًا بعد الآخر، أو ربما كانت جزءًا من رحلاته، ولماذا أفدى كل واحد منهم في مدينة، ألم يكن أسهل أن يفديهم جميعًا بمنطقة أو اثنان منهم. 